# Nordine Kandil
Nordine Kandil (arabisch نور الدين قنديل, DMG Nūr ad-Dīn Qandīl, * 31. Oktober 2001 in Straßburg) ist ein marokkanisch-französischer Fußballspieler, der aktuell beim SC Amiens in der Ligue 2 spielt.

## Karriere

### Verein
Kandil begann seine fußballerische Ausbildung 2007 bei Racing Straßburg. In der Saison 2018/19 kam er bereits viermal für die fünftklassige Reservemannschaft zum Einsatz. 2019/20 spielte er dort bereits sechsmal, konnte sich jedoch noch nicht durchsetzen. Auch 2020/21 spielte er dort, kam jedoch lediglich dreimal zum Zug. Mitte Mai 2021 unterschrieb er seinen ersten Profivertrag bei den Alsässern. Am 17. Oktober 2021 (10. Spieltag) wurde er bei einem 5:1-Sieg über die AS Saint-Étienne spät eingewechselt und legte bei seinem Ligue-1-Debüt direkt ein Tor vor. Insgesamt spielte er in der Saison 2021/22 fünfmal für die Profimannschaft in der Ligue 1 und viermal für die zweite Mannschaft, für die er einmal traf. In der folgenden Spielzeit 2022/23 wurde Kandil in sieben Ligaspielen der ersten Mannschaft als Einwechselspieler eingesetzt. Im August 2023 wurde er für ein Jahr an den Zweitligisten FC Annecy verliehen. Dort absolvierte er 36 Ligaspiele und war an insgesamt elf Toren direkt beteiligt. Nach einer kurzen Rückkehr zu Racing Straßburg, bei der er noch ein weiteres Spiel in der Ligue 1 bestritt, wechselte Kandil im August 2024 fest zum SC Amiens. In seiner ersten Saison kam er dort auf 24 Einsätze in der Ligue 2, ehe er zum Saisonende mehrere Wochen aufgrund einer Knieverletzung pausieren musste.

### Nationalmannschaft
Kandil spielt seit März 2023 für die U23-Nationalmannschaft Marokkos.